# Матросская улица (Сестрорецк)
Матро́сская у́лица — улица в городе Сестрорецке Курортного района Санкт-Петербурга. Проходит от Приозёрной улицы до Грибной улицы.
Названа 4 июля 2007 года для сохранения названия, ранее существовавшего в Сестрорецке, а именно названия Матросский переулок. Такой переулок существовал с 1960-х до 1975 года и проходил от Транспортной улицы в направлении Водосливного канала. Его наименование было связано с братской могилой на берегу канала, в которой были похоронены моряки-балтийцы.
Прежде имел грунтовое покрытие. В 2015—2016 годах Матросская улица получила асфальтовое покрытие и тротуар.
В 2024 году на Матросской улице, 8, построили поликлинику.

## Перекрёстки
- Улица Всеволода Боброва
- Улица Александра Паншина
- Улица Николая Соколова